# Begonia pachypoda
Espèce
Begonia pachypoda est une espèce de plantes de la famille des Begoniaceae, section Latistigma du genre Begonia.
Elle a été décrite en 2013 par Ludovic Jean Charles Kollmann (1965-) et Ariane Luna Peixoto (1947-).